# قلعه دیاربکر
قلعه دیاربکر یا قلعه دیار بکر و همچنین قلعه ئامه‌د (به زبان کردی)، یک قلعه تاریخی در سور، واقع در دیاربکر کشور ترکیه است. دروازه‌های اصلی قلعه عبارتند از: دروازه داج (کوه)، دروازه اروفا، دروازه ماردین و دروازه ینی (جدید). این دیوارها از شهر قدیمی رومی Amida آمده و در اواسط قرن چهارم میلادی توسط امپراتور کنستانسیوس دوم به شکل امروزی ساخته شده‌اند. این دیوارها پس از دیوار چین وسیع‌ترین و طولانی‌ترین دیوارهای دفاعی کامل در جهان هستند (برای نمونه، دیوارهای تئودوسیوس از آن درازترند اما ممتد نیستند). یونسکو این ساختمان را در سال 2000 به فهرست اولیه خود اضافه کرد، و آن را به عنوان میراث جهانی در سال 2015 به همراه باغ‌های هویزل ذکر کرد.

## حفاظت
از سال ۲۰۰۰ تا ۲۰۰۷، که در زمان شهرداری Feridun ikelik آغاز شد، مرمت اصلی دیوارهای قلعه اعدام شد. ساختمانهایی که به‌طور مستقیم بر روی دیوار ساخته شده بودند، از بین رفتند، دیوارها تمیز شدند و یک پارک در کنار دیوارها تعبیه شد. گرچه خود دیوارها و قلعه زمانی با دیوار بزرگ چین مقایسه می‌شدند، اما با شروع جنگ‌ها در سال ۲۰۱۵، این تغییر شکل گرفت. با ادامه جنگ، دولت ترکیه و یونسکو به‌طور مشترک تلاش خود را برای بازسازی و حفظ آغاز کردند و قصد داشتند ظرف دو سال آن را به اتمام برسانند و با تخریب بخشی از شهر شروع کردند. در تاریخ ۴ ژوئیه ۲۰۱۵، یونسکو قلعه و باغ فرهنگی باغی دیگر را به فهرست میراث جهانی یونسکو اضافه کرد. تمرکز اصلی یونسکو بیشتر از میراث زمین، محافظت از محیط زیست سرزمین بود. نخست‌وزیر ترکیه همچنین از برنامه‌هایی برای بازسازی دیوارهای شهر به عنوان یک جاذبه بزرگ توریستی که قصد داشت شبیه به پاریس باشد، سخن گفت. این مسئله جنجالهای قابل توجهی را در دیاربکر برانگیخت و برخی از افراد محلی اظهار داشتند که میراث فرهنگ باستانی خود را از دست می‌دهند.

## معماری
قلعه دیاربکر با سنگ، بازالت سیاه و خشت ساخته شده‌است و بسیاری از بازسازی‌ها را پشت سر گذاشته‌است. استحکامات بازالت فوق‌العاده بادوام است، یکی از دلایلی که این ساختار برای بیش از ۲۰۰۰ سال نسبتاً دست نخورده مانده‌است نیز همین ماندگاری بالاست. قلعه دیاربکر از بهترین نمونه‌های زنده مانده از یک قلعه است که با یک ویژگی طبیعی مانند یک صخره از یک طرف به عنوان مرز ساخته شده‌است. این دیوارها دارای یک کارکرد نمادین و همچنین یک هدف دفاعی است و دارای کتیبه‌هایی بر روی دیوارهای داخلی شهر (قلعه) است که گواهی بر تاریخ شهر دیاربکر است.
امروزه قلعه دیاربکر را می‌توان به دو دسته بیلی و ارگ تقسیم کرد. در شمال شرقی ارگ حاوی اولین شهرک داخل دیاربکر است و آن دیوارها به طول ۵۹۸ متر امتداد دارند. نقشه‌های قلعه حاکم بر دو شکل مختلف ساختمان، دایره ای و چهار ضلعی است. دیوارها به پنج گروه تقسیم می‌شدند که چهار تای آنها شامل برجهایی در اطراف چهار دروازه اصلی بود، در حالی که پنجم شامل برج‌های ارگ بود. مشخص شده‌است که ۶۵ برج ۸۲ برج اصلی هنوز در قسمت بیرونی دیوارهای شهر باقی مانده و ۱۸ برج ارگ نیز امروز باقی مانده‌است. به دلیل اختلافات فرهنگی، این قلعه دستخوش تغییراتی شده‌است.

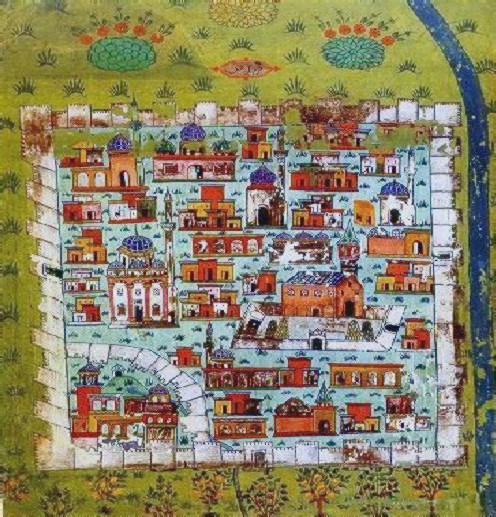
برنامه قرن شانزدهم دیاربکر توسط Matrakci Nasuh.

## تاریخ
قلعه دیاربکر در دوره روم و عثمانی ساخته و مورد استفاده قرار گرفته و بازسازی شده‌است. از جمله بقایای هورایی‌ها، مادها، رومی‌ها، ساسانیان، بیزانس‌ها، مروانیان (کردها)، ایوبیان (کردها) و عثمانی‌ها است. این شهر به عنوان یک شخصیت چند فرهنگی، چند زبانه و چند فرهنگی شناخته می‌شود. اخیراً، جنگ بین ارتش ترکیه و چریکهای کرد منجر به خسارت به قلعه و بناهای اطراف شده‌است.